# Iljinskaja Sopka
De Iljinskaja Sopka (Russisch: Ильинская сопка) of Iljinski (Ильинский) is een stratovulkaan in het zuidelijk deel van het Russische schiereiland Kamtsjatka. De vulkaan bevindt zich aan de noordoostzijde van het Koerilenmeer, waar de vulkaan door zijn ronde vorm meteen in het oog springt. De vulkaan bestaat in de basis uit basalt, maar tijdens latere uitbarstingen werd het materiaal meer andesiet van samenstelling. Op de vulkaan ontstaat de rivier de Iljinskaja, die uitmondt op de Grote Oceaan.
De Iljinskaja Sopka werd waarschijnlijk gevormd rond 5600 v. Chr., toen de enorme uitbarsting (VEI=7) plaatsvond van de caldera, waarin nu het Koerilenmeer ligt. De huidige top is ontstaan in een 4 kilometer brede caldera, die weer ontstond als gevolg van de instorting van een oudere vulkaan, hetgeen het net als de ten noordoosten ervan gelegen Zjeltovskaja Sopka tot een sommavulkaan maakt. Vervolgens volgde in het midden van het Holoceen gedurende 800 jaar een periode van grote vulkanische activiteit met uitstoot van silicium, die onder andere resulteerden in het ontstaan van een tweetal grote lavastromen, die bijna de hele noordelijke helling bedekken. Rond 50 n. Chr. werd de huidige top gevormd, waarna pas 1750 jaar later de volgende uitbarsting plaatsvond in 1801, waarbij de top eraf werd geblazen en een krater van 600 meter breed en 200 meter diep ontstond. De volgende en laatste uitbarsting (VEI=3) volgde precies honderd jaar later in 1901, maar vond plaats in een adventiefkegel in de oosthelling en deed een nieuwe krater ontstaan. Bij de grootste uitbarsting werd 1 km³ aan materiaal uitgeworpen en werd het tefra tot op meer dan 50 kilometer afstand van de vulkaan verspreid.
Net als bij andere vulkanen uit het complex waarvan de vulkaan deel uitmaakt, is het uitgeworpen materiaal in de loop der tijd steeds giftiger geworden; dat wil zeggen meer verzadigd met silicium. Meer recent zijn er ook koepelvulkanen ontstaan bij de vulkaan.
De vulkaan is begroeid met Siberische cederbossen. Op de noordoosthelling bevindt zich een 2 tot 3 meter dikke laag met puin, die werd uitgeworpen bij de uitbarsting van 1901. Er is onderzoek verricht of dit puin wellicht gewonnen kan worden voor de productie van bouwmaterialen. Op ongeveer 5 kilometer ten westnoordwesten van de top van de Iljinskaja Sopka ligt een klein maar.